# Palicourea macrantha
Palicourea macrantha là một loài thực vật có hoa trong họ Thiến thảo. Loài này được Loes. mô tả khoa học đầu tiên năm 1923.